# Xylopia danguyella
Xylopia danguyella este o specie de plante angiosperme din genul Xylopia, familia Annonaceae, descrisă de Jean H.P.A. Ghesquière, Alberto Judice Leote Cavaco și Monique Keraudren. Conform Catalogue of Life specia Xylopia danguyella nu are subspecii cunoscute.